# Monte da Pedra
Monte da Pedra es una freguesia portuguesa del concelho de Crato, con 60,07 km² de superficie y 327 habitantes (2001). Su densidad de población es de 5,4 hab/km².